# ملاحة قائمة على نباض الأشعة السينية
الملاحة القائمة على نباض الأشعة السينية (بالإنجليزية: X-ray pulsar-based navigation)‏ (XNAV) هي تقنية ملاحية نظرية تستخدم فيها الإشارات الدورية للأشعة السينية المنبعثة من النبضات لتحديد موقع المركبة، على سبيل المثل المركبة الفضائية في الفضاء السحيق. المركبة الفضائية التي تستعمل تقنية الملاحة القائمة على نباض الأشعة السينية سوف تقوم بمقارنة إشارات الأشعة السينية المستقبلة من قاعدة بيانات ترددات ومواقع النجوم النابضة المعروفة. تسمح هذه المقارنة للمركبة بتححديد موقعها بدقة تصل إلى (± 5 كم) على غرار نظام تحديد المواقع العالمي  (GPS) . ميزة استخدام إشارات الأشعة السينية علاوة على الموجات الراديوية هو أن التلسكوبات العاملة بالأشعة السينية يمكن أن تكون مصنوعة بشكل أصغر وأخف وزنا.